# Neiba
Neiba é um município da República Dominicana, capital da província de Bahoruco. Situa-se ao sudoeste do país.
Sua área territorial é de 275,33 km² e sua população, de acordo com estimativas de 2002, é de 34 562 habitantes.